# Tiranet crestablanc
El tiranet crestablanc (Serpophaga subcristata) és un ocell de la família dels tirànids (Tyrannidae).

## Hàbitat i distribució
Habita garrigues i boscos del centre i sud-est de Bolívia, Paraguai, est i sud del Brasil, Uruguai i nord de l'Argentina.